# Developer

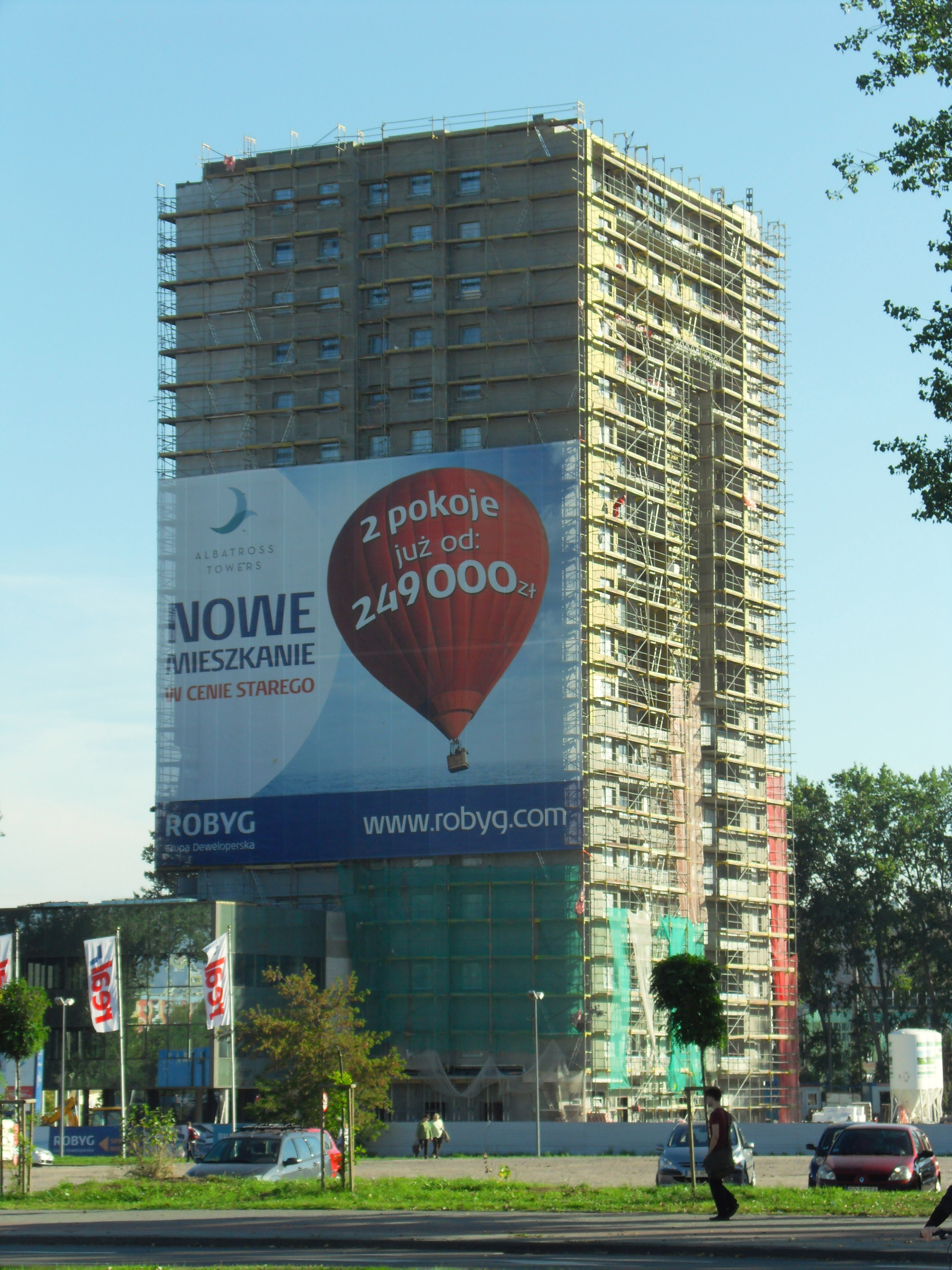
Developerský projekt ve fázi realizační.

Developer je investor (fyzická nebo právnická osoba), který investuje do výstavby nemovitostí (obytné domy, kancelářské či průmyslové budovy) určených k jejich dalšímu prodeji nebo pronájmu. Developer obvykle koupí nemovitost, dohlíží na celý investiční proces od fáze projektování do ukončení výstavby (resp. renovace) až po její prodej nebo pronájem.
Je tady iniciátorem a současně vede stavební projekt od jeho návrhové fáze, kterou zpracovává architekt či projektant, přes fázi realizační, již provádí zhotovitel či zhotovitelé stavby, až po fázi provozní, kdy sám developer, anebo jeho specializovaná složka (facility management), vybudovaný objekt provozuje (pronajímá) a spravuje. Činnost developera může rovněž končit prodejem vzniklé nemovitosti klientům.
Vlastní developerské projekty mohou představovat nejen výstavbu objektu nového, ale i modernizaci a revitalizaci stávajících staveb, jejich opravu a úpravy.